# 264.ª Divisão de Infantaria (Alemanha)

Logo da 264ª Divisão de Infantaria Alemã, 2ª Guerra Mundial

A 264ª Divisão de Infantaria (em alemão:264. Infanterie-Division) foi uma unidade militar que serviu no Exército alemão durante a Segunda Guerra Mundial.

## Comandantes
| Comandante                           | Data                                          |
| ------------------------------------ | --------------------------------------------- |
| Generalleutnant Albin Nake           | 1 de junho de 1943 - 18 de abril de 1944      |
| Generalleutnant Otto Lüdecke         | 18 de agosto de 1944 - 15 de maio de 1944     |
| General der Infanterie Martin Gareis | 15 de maio de 1944 - 25 de setembro de 1944   |
| Generalmajor Paul Hermann            | 25 de setembro de 1944 - 9 de outubro de 1944 |
| Generalmajor Alois Windisch          | 9 de outubro de 1944 - 5 de dezembro de 1944  |

## Oficiais de operações
| Oberstleutnant Helmut Oppermann | 10 de julho de 1943-1 de abril de 1945 |
| Major Tyrell                    | 1 de abril de 1945-1945                |

## Área de operações
| Bélgica          | junho de 1943 - outubro de 1943    |
| Croácia & Bálcãs | outubro de 1943 - dezembro de 1944 |